# Мезоліт України
Мезолі́т Украї́ни, середньокам'яна́ доба́ Украї́ни — епоха, що тривала 3-4 тисячоліття після останнього, Вюрмського (Валдайського) зледеніння, тобто від 9 до 6/5 тис. до н. е.
Середньокам'яна доба є вищою фазою мисливського господарства, в якій зароджується та виявляється його остаточна криза.
Зміни у природному середовищі, господарстві та унезалежнення особистості у громаді призвели до широкого пересування людності та корінних змін на етнокультурній карті України та Європи за середньокам'яної доби. У межах України нараховується 10 археологічних культур середньокам'яної доби.
На сьогодні в межах України відомо близько 600 тимчасових стоянок, тривалих поселень, поховань та декілька могильників.
Численні та виняткові пам'ятки, як наприклад багатошарові стоянки Криму та могильники волошсько-василівського типу, займають важливе місце у вивченні середньокам'яної доби у Європі.

## Історія вивчення
Перші згадки за середньокам'яні матеріали відносяться до другої половини XIX сторіччя, що були виявлені на Волині у Наддніпрянщині, Криму та інших (Кибальчич, 1880; Мережківський, 1881; Біляшевський, 1897].
Михайло Рудинський вважав, що найхарактерніша для України свідерська культура мікролітів виявлена ним у багатьох місцях України: біля села Смячки, коло Охтирки, за течією Тетерева, на Новгород-Сіверщині, в Миргородському повіті на Полтавщині (біля сіл Яреськи та Шишаки), на Прип'яті. Л. Савицький знайшов мікроліт на Волині.
Велику цікавість мали виявлені у 1936 та 1938 році петрогіфи Кам'яної Могили (у Мелітопольському районі, біля села Терпіння — біля Азовського моря). Там на скелях виявлено декілька сов, видряпаних рисунків тварин — биків, коней, хижаків, мамута — та рисунків лінійно-геометричного характеру. Біля села Терпіння багато мікролітів. Усе разом дасть можливість, писав Вадим Щербаківський, казати про "безперервність життя мезолітиків від палеоліту до неоліту. З іншого боку, ця знахідка свідчить про зв'язок із свідерською культурою. Вадим Щербаківський зробив висновок, що життя не припинялося в Україні від палеоліту до неоліту.
Значний внесок у вивченні середньокам'яної доби України був зроблений за радянської влади до Другої світової війни. Тоді були розкопані:
- печерні стоянки Криму: Шан-Коба, Мурзак-Коба, Кукрек, Сюрень-2, Таш-Аїр (Бонч-Осмоловський, 1934; Бібіков, 1940; Крайнов, 1938, 1960),
- на Волині урочище Піщане біля міста Народичі (Левицький, 1931)

Под навісами Фатьма-Коба й Мурзак-Коба у Криму досліджені перші у СРСР мезолітичні поховання. Були відкриті Смячка-14 й Кудлаївка у Подесінні, Нобель на Волині, Осокорівка у Надпоріжжі, Рогалик на Сіверодонеччині та інші. Багато з них стали основою для виділення окремих культур та типів.

### Дослідники
У період між двома світовими війнами мезолітичні старожитності України досліджували М. В. Воєводський, Д. О. Крайнов, С. М. Бібіков, М. Я. Рудинський, І. Ф. Левицький та інші.
В останні десятиріччя 20 та на початку 21 століття цією тематикою займалися О. П. Черниш, О. О. Формозов, Д. Я. Телегін, В. Н. Станко, Л. Г. Мацкевий, Л. Л. Залізняк та інші.

## Час та періодизація
Близько 10 тисяч років тому пізня давньокам'яна доба в Україні змінилася середньокам'яною. Вона тривала до 6 тис. р. до н. е., коли середньокам'яна доба змінилася новокам'яною (неоліт).
Середньокам'яна доба склалася та закінчилася значно пізніше за країни Стародавнього Сходу, Проте середньокам'яні культури почали з'являтися в Україні дещо раніше за Центральну та Північну Європу.
За стратиграфічними спостереженнями та даними радіокарбонного датування мезоліт України поділяється на два періоди:
- рання середньокам'яна доба — кінець IX—VIII тисячоліття до н. е. (8200-7000 роки до н. е.); почався у дріасовській добі та тривав у пребореальній та на початку бореальної діб;
- пізня середньокам'яна доба — VII—VI тисячоліття до н. е. (7000-5000 роки до н. е.); тривав у бореальний та на початку атлантичної діб.

Така періодизація була запропонована П. Й. Борисковським 1953 року й С. М. Бібіковим 1971 року.

## Природне середовище

### Клімат і геологія
Початок середньокам'яної доби у Європі ознаменувався різким потеплінням на межі геологічних діб: плейстоцену та голоцену. Остаточно зникли льодовики. Сталося це близько 10 тисяч років тому через деґрадацію Скандинавського льодовика. У Північній Європі встановлені етапи розвитку природи синхронні зі згасанням зледеніння. Вплив етапів існування Скандинавського льодовика на клімат Європи слабшав у міру віддалення від Балтійського озера. Тому клімат Полісся й Подесіння реагував на ці коливання суттєвіше за Надчорномор'я.

#### Прорив Балтійського озера в Атлантику
Кінець льодовикової доби пов'язаний з Білінгенською катастрофою, коли Балтійське льодовикове озеро перетворилося на море. Внаслідок потепління відступає на північ Скандинавський льодовик та розмивається крижана гребля, що з початку Дріасу III відокремлювала Балтійське озеро від Північного моря. Підрахунок стрічкових глинистих відкладів на дні прильодовикових озер вказав час прориву вод Балтійського озера в Атлантику, що трапився поблизу гори Білінґен у Західному Йоталанді 8213 році до н. е.. Величезне сточище, через яке відбувся витік води Балтії, що знизив рівень на 30 метрів і зрівняв його з рівнем світового океану. Теплі та солоні води Атлантики проникли у прісноводне, холодне Балтійське озеро, що поступово перетворилося на солоне, тепле море. Танення льодовика призвело до підвищення рівня світового океану й затоплення низовинних ділянок морських узбереж. Так Британія перетворилася з півострову на острів.

#### Потоп у Надчорномор'ї
У той самий час трапився прорив вод Середземного моря у Чорне море, рівень якого підвищився на 30 м.

#### Зникнення скандинавського антициклону
Через зникнення Скандинавського льодовика високий атмосферний тиск над Скандинавією знизився. Саме скандинавський антициклон зумовлював холодний, сухий й різко континентальний клімат у прильодовиковій Європі через постійні холодні вітри з льодовика. Зникнення антициклону призвело до переважання вологих і теплих вітрів з Атлантики, що відповідає сучасному кругообігу повітряних мас над Європою.

#### Пребореальна доба
Пребореальна доба визначалася на початку потужним половецьким потеплінням і деяким похолоданням наприкінці. У помірній зоні Європи прискорено руйнуються перигляціальні ландшафти, зникають представники флори та фауни колишніх тундро-степів. У прохолодній середній смузі Європи, на заболочених ґрунтах, що залишилися після відтавання вічної мерзлоти поширюються березово-смерекові ліси.

##### Іолдієве море
Внаслідок встановлення танення льодовика у Скандинавії й у Північній Європі різко потеплішав клімат, що ознаменувало початок голоцену. Його пов'язують з постанням Іолдієвого моря, що сталося близько 8123 року до н. е. за найдавнішими засоленими шарами стрічкових глин Балтії. Часові межі існування Іолдієвого моря збігаються з пребореальною добою.

##### Пребореальна доба в Україні
Північну Україну (Полісся, Волинь, Поділля) вкривали березово-смерекові ліси з ділянками реліктового тундро-степу. Південніше у лісах переважала смерека.
У степовому Надчорномор'ї природно-кліматичні зміни на межі плейстоцену та голоцену були незначними порівняно з Поліссям та Волинню. Надчорномор'я вкривав степ з перелісками смереки й берези на пониззях. Нижньодніпровські піски на 150 км вздовж лівого берегу Дніпра були вкриті великим масивом смерекових лісів 150 км.

#### Бореальна доба
За бореальної добі відбувалося подальше потепління клімату, що ще залишався досить сухим і прохолодним через рештки льодовика у нагірній Скандинавії. У березово-смерекових лісах Північної України смерека більше витісняє березу. Південніше ліси перетворюються на широколистяні з перевагою ліщини.

##### Анцилове озеро
Відхід льодовика зумовив ізостатичне підняття земної кори Скандинавського півострова. Разом з нею піднялось дно проток, що з'єднували Іолдієве море з Атлантичним океаном. Таким робом утворилося Анцилове озеро, що існувало за бореальної доби. Близько 6000 року до н. е. після утворення стоку у краї Данських проток рівень Анцилового озера впав на 13 м та зрівнявся з рівнем Атлантичного океану.

#### Литоринове море
Єднанням Аницилового озера з Атлантичним океаном утворилося Литоринове море, що існувало за атлантичного періоду голоцену. У Південній Балтії простежені сліди кількох трансгресій Литоринового моря.

#### Річкова мережа
За середньокам'яної доби сформувалася нинішня річкова мережа.

### Флора й фауна
У наслідок потепління колишні прильодовикові тундро-степи заросли лісом.
Заростання лісом прильодовикових тундро-степів зумовило заміну степової стадної фауни на лісову нестадну. Холодолюбні ж тварини та рослини пізньої давньокам'яної доби змінилися голоценовою флорою й фауною.

## Полювання
Як наслідок зміни прильодовикового тундро-степу на ліс, зі зміною флори та фауни поширились суттєво нові знаряддя та способи мисливського промислу. Поширилося одноосібне полювання у лісі з луком та стрілами, що виявилось продуктивнішим над груповим полюванням у степу. Воно стало основою існування середньокам'яної людності. Проте це швидко майже знищило і без того нещільну популяцію травоїдних у лісовій зоні, та призвело до мисливського господарства.
Наприкінці мезоліту помірна зона Європи була відкрита для запозичення культури відтворювального господарства у розвиненіших новокам'яних культур людності Середземномор'я.
Полювали з лука переважно на дрібних тварин та птахів. Серед великих тварин, на яких полювала людина мезолітичної доби, були благородний олень, зубр, кабан, дикий кінь. Також важливим було рибальство.

## Мікролітична технологія
Мезоліт визначається подальшим розвитком техніки обробки кременю. Археологічною ознакою середньокам'яної доби є повсюдне поширення лука та стріл, що фіксується масовими знахідками крем'яних наконечників стріл — мікролітів (від «мікро» — малий). Мікролітичні пластини для вкладних знарядь виготовляли завтовшки близько 1 мм. Поза наконечниками для стріл мікроліти також вставляли у списи та гарпуни.

## Культурно-територіальні краї
За особливостями крем'яних виробів в Україні виділені дві основні культурно-територіальні краї та особливу область:
- азово-чорноморський, або південний «степовий» мікролітичний культурний край до якого відноситься Крим, степове Подніпров'я, Приозів'я;
- полісько-лісостеповий, або північний мікро-макролітичний культурний край, де помітну роль мали вістря на пластинах; до неї віднесено лісостепове Лівобережжя, Сіверодонеччина, Київське Подніпров'я, Подесіння та Волинь;
- в окрему культурну підобласть виділяють Середнє Подністров'я та Передкарпаття.

Європейська зандрова низовина простяглася у широтному напрямку від Англії до Середньоруської височини, східною частиною якої є Поліська зандрова низовина. Саме тому на Поліссі розвивалися природно-ландшафтні процеси, тотожні тим, що мали місце на Англійській, Німецькій, Польській низовинах та Надніманні.
Степове Надчорномор'я є північно-східною частиною Великого Середземномор'я, з яким тісно пов'язана природничими та культурно-соціальними процесами.
Археологічні культури Полісся були тісно пов'язані з культурами Південної Балтії, а культури Надчорномор'я — зі Середземномор'ям.

## Рання середньокам'яна доба України
Для ранньої середньокам'яної доби України властиві більше десяти видів пам'яток:
- південний степовий азово-чорноморський культурний край налічував мікролітичні культурні типи:
  - шан-кобинська культура — тип гірсько-кримської культури,
  - осокорівського-роrалицькоrо культура — у Подніпров'ї та на Донбасі,
  - пам'ятки Білолісся — у Північно-Західному Надчорномор'ї,
  - Сюрень-2 в Криму.
- північний полісько-лісостеповий культурний край і середньодністровська культурна область із притаманними для них мікро-макролітичними виробами, що територіально обгинає азово-чорноморський культурний край з півночі:
  - пам'ятки нобельськоrо типу — відомі на Волині,
  - пам'ятки смячкинськоrо типу — відомі у Подесінні,
  - пам'ятки Міньївськоrо Яру типу — відомі у Сіверськодонеччині,
  - пам'ятки оселівськоrо типу — відомі у Середньому Поддністров'ї та на Передкарпатті.

Також, імовірно, ще в ранньому мезоліті Волині складаються і пам'ятники типу Народичі.

## Пізня середньокам'яна доба України
У пізньо-середньокам'яній добі в Україні виділено понад 10 археологічних культур та культурних типів пам'яток:
- у межах азово-чорноморського мікролітичного культурного краю:
  - мурзак-кобинський — поширена у гірському Криму,
  - гребениківська культура — поширена у Північному Надчорномор'ї,
  - кукрецька культура — поширена у Криму, Степовому Поозів'ї та Надчорномор'ї,
  - пам'ятки моспинського типу пінічно-східного Поозів'я,
  - пам'ятки ненаситецького типу у Надпоріжжі.
- у межах північного полісько-лісостепового культурного краю:
  - кудлаївська культура,
  - дніпро-прип'ятська культура,
  - піщанорівська культура — поширена на Подесінні, в Київському Подніпров'ї та на Волині,
  - донецька культура — поширена на Сіверодонеччині,
  - народицька культура Волині, що сформувалася за ранньої середньокам'яної доби продовжувала існувати у пізньо-середньокам'яній добі.

## Посилення
- Галушко К. Ю. Доісторична доба: Мезоліт // Енциклопедія історії України: Україна—Українці. ‒ Кн. 2 / Редкол.: В. А. Смолій (голова редкол.), Г. В. Боряк (заст. голови), Я. В. Верменич, В. Ф. Верстюк, С. В. Віднянський та ін.; НАН України. Інститут історії України. — К.: «Наукова думка», 2019. — С. 51—52. — ISBN 978-966-00-1740-5.
- Сапожников И.В., Сапожникова Г. В. Каменный век Северо-Западного Причерноморья [Архівовано 31 липня 2018 у Wayback Machine.] // Stratum plus. — 2011. — № 1. — С. 8, 15-149, 321—331.